# Atractaspis magrettii
Espèce
Synonymes
- Atractaspis microlepidota magrettii
Scortecci, 1928

Atractaspis magrettii est une espèce de serpents de la famille des Lamprophiidae. 

## Répartition
Cette espèce se rencontre dans le nord-ouest de l'Éthiopie, dans l'ouest de l'Érythrée et dans l'Est du Soudan et du Soudan du Sud .

## Description
C'est un serpent venimeux .

## Taxinomie
Cette espèce a longtemps été considérée comme une sous-espèce d'Atractaspis microlepidota.

## Publication originale
- Scortecci, 1929 "1928" : Rettili dell'Eritrea esistenti nelle Collezioni del Museo Civico di Milano. Atti della Società Italiana di Scienze Naturali e del Museo Civico di Storia Naturale, Milano, vol. 67, n. 3/4, p. 290-339.